# Schoenoplectus acutus
Schoenoplectus acutus is een overblijvende plant die tot de cypergrassenfamilie (Cyperaceae) behoort. Het is een reusachtige bies die een tot drie meter hoog kan worden. De soort komt van nature voor in zoetwatermoerassen in heel Noord-Amerika, maar wordt voornamelijk geassocieerd met de historische draslanden van Californië. Zowel in het Engels als in het Spaans wordt de soort tule genoemd.